# Commune générale des arts
La Commune générale des arts est une société fondée en 1793 par des artistes s'opposant au monopole des commandes publiques d'œuvres d'art accordé à l'Académie royale de peinture et de sculpture, à l'initiative de Jacques-Louis David et de Jean-Bernard Restout.

## Historique

### Commune des arts
La liberté proclamée par la Révolution a entraîné un groupe d'artistes comprenant Jacques-Louis David et de Jean-Bernard Restout à vouloir s'affranchir de la tutelle de l'Académie royale de peinture et de sculpture. Ils en réclament la suppression. Cependant, ils considèrent que la beauté et le génie ne peuvent être restreints par des lois ou des règlements, il est nécessaire que des encouragements, des récompenses et des aides puissent être accordés aux créateurs. Par ailleurs, laisser le choix, la consécration de cette beauté aux masses populaires pouvait conduire à une tyrannie qui pouvait être pire que celle de l'Académie que ces artistes souhaitaient détruire.
Dès 1789, David et quelques-uns de ses collègues de l'Académie se sont réunis pour lutter contre l'Académie. Ils créent en 1790 une société d'artistes qu'ils appellent Commune des Arts qui ont le dessin pour base, dénommée plus simplement Commune des arts. Ils se réunissent pour la première fois le 27 septembre 1790. Ils sont trois cents à cette première réunion. Un mémoire est rédigé pour demander à l'Assemblée nationale constituante de dissoudre l'Académie qu'ils considèrent comme nuisible à l'essor du génie.
L'Académie royale de peinture et de sculpture a riposté à ces attaques. Déjà, en septembre 1790, les femmes membres de l'Académie ont obtenu la suppression du quota de quatre femmes membres de l'Académie, mais cette décision est annulée deux jours plus tard au prétexte que les femmes n'ont pas à s'immiscer dans la rédaction des statues de l'Académie. À la fin de l'année, les officiers de l'Académie décident l'exclusion des femmes de l'Académie. en changeant son nom en Académie centrale.
Dès son origine, la Commune des arts se voulait être la seule représentante des véritables intérêts des artistes. L'adresse, mémoires et observations présentés à l'Assemblée nationale le 19 avril 1791 dénonce les « sordides spéculations des intérêts ». Ils demandent la création d’un musée national et d’un « concours de talents à la place de la sélection par les privilèges ». La Commune des arts demande à l'Assemblée nationale que les Académies royale de peibture, de sculpture et d'architectures soient supprimées et remplacées par la Commune des arts organisée selon les principes de la constitution et regroupant « tous les artistes sans exception et sans aucune distinction de rang et de personne pour quelque considération que ce puisse être. »
L'Assemblée nationale décide que le Salon de l'année 1791 soit ouvert à tous les artistes français et étrangers, membres ou non de l’Académie de peinture et de sculpture. Le Salon ouvre au palais du Louvre le 8 septembre 1791 avec 250 artistes à ce Salon, contre 88 au salon précédent. 794 œuvres sont exposées. Le 16 septembre 1791, Alexandre de Beauharnais présente un rapport demandant la création de prix annuels pour l’encouragement des artistes. L'Assemblée vote une loi favorable aux conclusions de ce rapport. Cependant, cette loi fut critiquée par tous les artistes. Les Académiciens refusent de faire partie du jury et les non-académiciens trouvent que cette loi donne trop d'importance aux corps constitués. L'Assemblée décide de suspendre l'exécution de la loi et demande à Quatremère de Quincy, membre de la commission de l’Instruction publique, de rédiger un nouveau projet, Quatremère de Quincy étant opposé à l'Académie, la commission a limité la participation de l'Académie au jury.
Le 17 octobre 1792, David est élu député à la Convention nationale par l’assemblée électorale de Paris. Dans sa séance du 4 juillet 1793, la Convention nationale, « sur l’observation d’un membre, qu’il existe encore dans Paris des monumens où l’on voit des attributs de la royauté ou des inscriptions en l’honneur des rois, ou des allégories fastueuses prodiguées à Louis XIV, entre autres sur les portes Saint-Denis et Saint-Martin » décrète que dix commissaires dont six artistes de la Société des Arts siégeant au Louvre. Bien que ce décret ne désigne pas la Commune des arts mais cette décision ayant été provoquée par David et Sergent, c'est à la Commune des arts qu'ils pensaient. C'est à elle que le ministre de l'Intérieur Garat s'adresse pour désigner les six membres. Le Commune des arts joue alors un rôle officiel et change d'intitulé.

### Commune générale des arts
La Commune générale des arts est convoquée par le ministre de l'Intérieur Garat pour une première séance le 18 juillet 1793 pour choisir les six commissaires. La séance est ouverte par Jean-Louis Anselin qui président avant la convocation. L'assemblée de la Commune générale des arts met en place son organisation. Elle élit comme président Robert-Guillaume Dardel et David comme vice-président. Augustin-Louis Belle est élu secrétaire le lendemain. Les six commissaires sont élus le 23 juillet : Renaud, Vincent, Wailly, Percier, Gois, Roland. Si la Commune générale des arts va contribuer par patriotisme à détruire les vestiges d’un « passé odieux », elle a aussi essayé de limiter ces mutilations à l’essentiel. Elle proteste contre des actes de vandalisme qui n’étaient point le fait des artistes, mais d’agents subalternes qui sont inspirés par un zèle intempestif. Elle se préoccupe aussi des intérêts généraux de l’art et des intérêts particuliers des artistes.
Au cours de la séance du 2 août, « un membre fait part à l'assemblée des craintes que lui donnoient le decret de la Convention nationale du 1er aoust 1793 qui ordonne de détruire tous les tombeaux des Rois qui sont dans l'étendue de la république et notamment ceux qui sont à St Denis pour le 10 aoust prochain. L'assemblée arête sur la proposition d’un autre membre de nommer quatre commissaires qui seront chargés de se transporter sur le champ au Comité de salut public pour lui demander de proposer à la Convention de rendre un decret qui charge la commission des monumens de la destruction de ces tombeaux, vue quelle poura veiller à ce que tout ce qui peut être utile aux arts soit conservé et que les marques de royauté et féodalité soient seules détruites ». Cette décision n'a pas abouti. Le 13 août, la Commune générale des arts charge Moreau jeune de transmettre une lettre concernant le tombeau du connétable Anne de Montmorency « à la commission des monumens qui, d’après le décret du 17, peut étendre la surveillance partout ou besoin est. »
Toutes les académies et société littéraires sont supprimées par décret de la Convention du 8 août 1793. Le Salon de 1793 est ouvert le 10 août 1793

### Commune des arts
La commune générale des arts reprend le nom de commune des arts le 10 septembre 1793.

### Société Populaire et Républicaine des Arts
La Convention nationale a supprimé la Commune des arts à cause de son caractère académique. Le 9 brumaire an II (30 octobre 1793), au Conseil général de la Commune de Paris, « une députation de la Commune des Arts déclare au Conseil que, se conformant au décret qui supprime cette assemblée, les artistes, jaloux de veiller à la conservation des monumens des arts, se réuniront en société populaire et publique, sous la dénomination de Société Républicaine des Arts ». Sur proposition de Sergent, les artistes les plus ardents soutiens de la Révolution ont créé la Société populaire et républicaine des arts, qui tient ses séances au Louvre, salle du Laocoon.
Le 9 brumaire an II, sur un rapport de Charles-Gilbert Romme du comité d'instruction publique, la Convention nationale adopte un décret sur le mode de jugement pour les prix de sculpture, peinture et architecture qui prévoit que le comité d'instruction publique présente à la Convention les noms de 50 membres pour faire partie du jury pour le concours des prix de peinture, sculpture et architecture. Au nom du comité d'instruction publique, Jacques-Louis David présente à la Convention nationale la liste des 50 membres du jury dans son discours du 25 brumaire an II qui est adoptée par la Convention. David précise quelle raison a permis le choix des membres : « Votre comité a pensé  qu'à cette époque, où les arts doivent se régénérer, comme les mœurs, abandonner aux artistes seuls le jugement des productions du génie serait les laisser dans l'ornière de la routine, où ils se sont traînés devant le despotisme qu'ils encensaient. C'est aux âmes fortes, qui ont le sentiment du vrai, du grand, que donne l'étude de la nature, à donner une impulsion nouvelle aux arts, en les ramenant aux principes du vrai beau ».
Les comptes-rendus des séances tenues entre le mois de pluviôse jusqu'au mois de prairial an II (février-juin l794) ont été publiés dans le journal Aux armes ci aux arts. Peinture, sculpture, architecture et gravure. Ils ont été rédigés par Athanase Détournelle (1766-1807) , architecte.
La Société a été présidée successivement par Boizot, Espercieux, Eynard et Bienaimé (1765-1826).

### Société républicaine des arts
Le 3 prairial an II (22 mai 1794), la Société Populaire et Républicaine décide de changer de nom en devenant simplement Société républicaine des arts. La société suit les directives de Jacques-Louis David qui exercice une dictature sur les arts. La dernière citation de David, alors ordonnateur des fêtes et cérémonies révolutionnaires, dans un procès-verbal de la société a lieu le 29 messidor an II (17 juillet 1794) sur la fête en l'honneur de Joseph Bara et Joseph Agricol Viala célébrée le 30 messidor. Le 9 thermidor (27 juillet 1794) entraîne la chute de David. Le Comité d'instruction publique et de la Convention vont faire de moins en moins appel aux avis de la société et les artistes s'en détachent.

### Institut de France
L'Institut de France est créé par la Constitution du 5 fructidor an III (20 août 1795) dans son article 298. Une classe de « Littérature et beaux-arts »  est prévue par les lois d'organisation de l'Institut.